# Georg Wolfgang Wedel

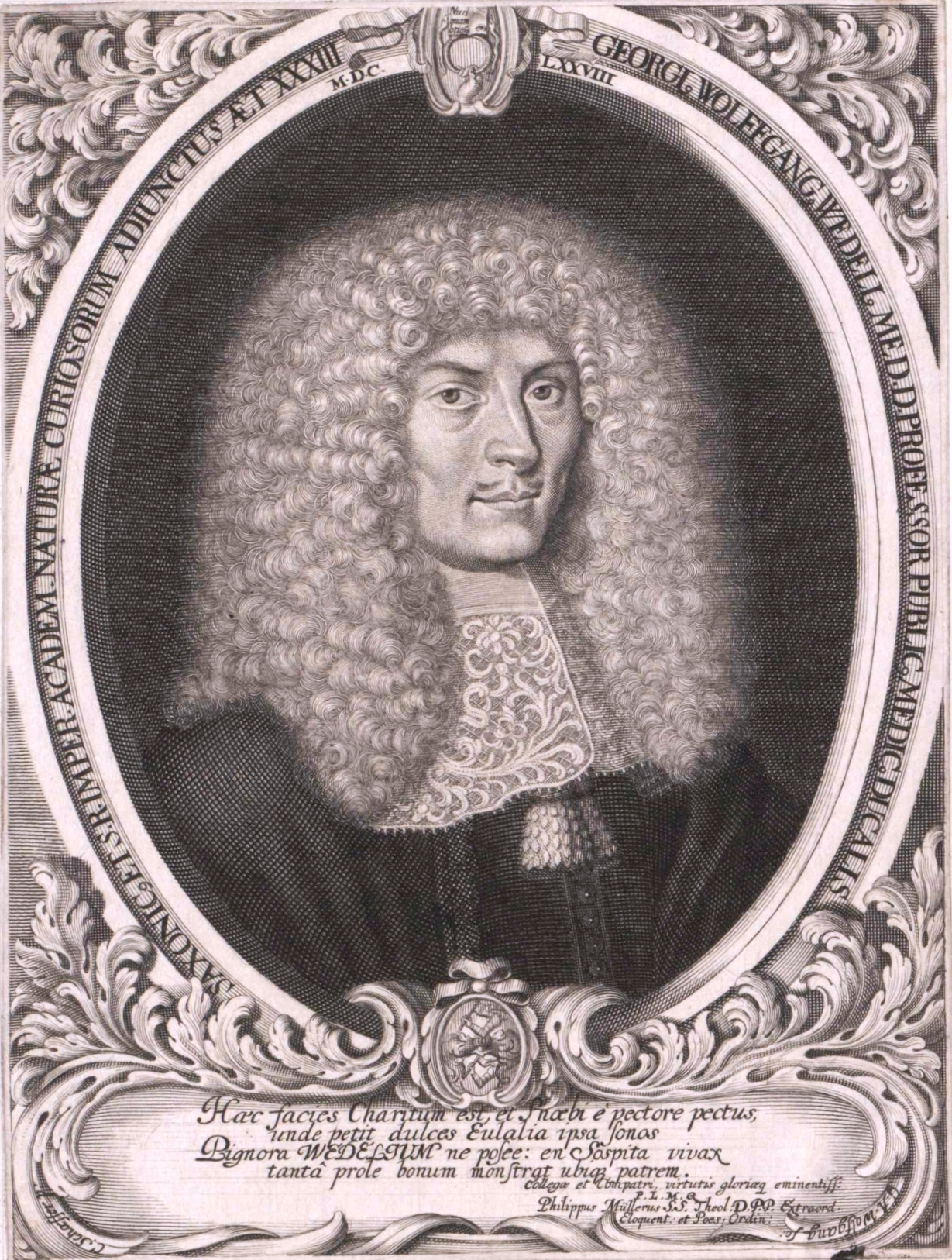
Georg Wolfgang Wedel, Stich von Gustav Andreas Wolfgang nach Christian Schaffer (1678)

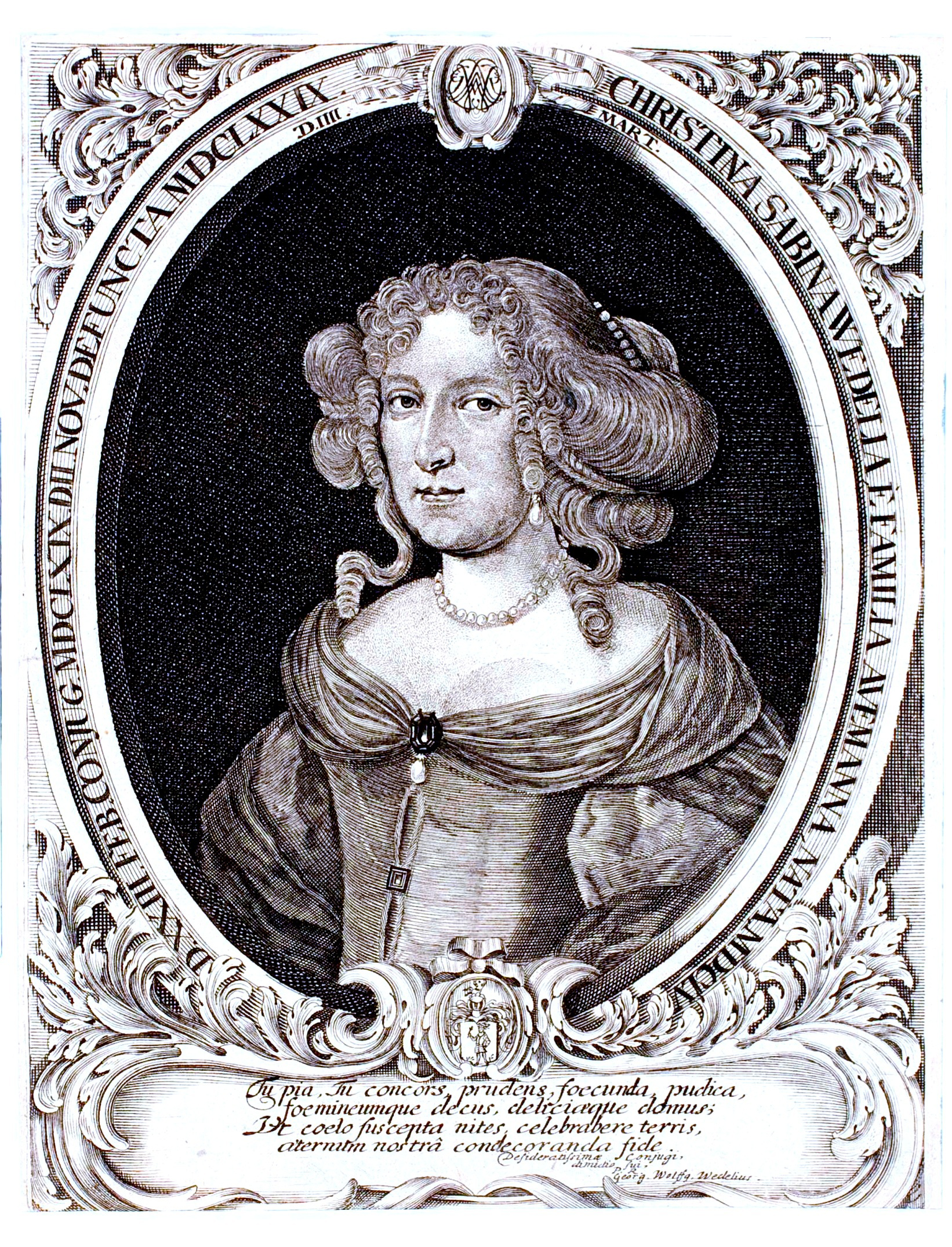
Ehefrau Christina Sabina Wedel, geb. Avemann, Nichte des Gothaer Kanzlers Ernst Ludwig Avemann

Georg Wolfgang Wedel, in Drucken meist „Wolffgang“ (* 12. November 1645 in Golßen in der Niederlausitz; † 6. September 1721 in Jena) war ein deutscher Mediziner, Leibarzt und Alchemist.

## Leben
Georg Wolffgang Wedel, der Sohn des Pastors Johann Georg Wedel († 1665 in Spremberg), besuchte die Schule in Spremberg, 1653 die seines Geburtsortes und bezog am 29. April 1656 die kurfürstlich sächsische Landesschule Pforta. Dort war Johann Kühn der Rektor der Einrichtung, zudem lehrten dort der damalige Konrektor Bartholomai und Johann Georg Lorenz. Nachdem er dort die Hochschulreife erlangt hatte, verließ er am 8. Oktober 1661 die Bildungseinrichtung, um zu Hause weitere Studien zu betreiben. Mit der Absicht, ein medizinisches Studium zu beginnen, bezog er am 29. April 1662 die Universität Jena. Dort besuchte er die Vorlesungen an der philosophischen Fakultät bei dem Adjunkten Johann Prätorius, bei Caspar Posner (1671–1718) und Erhard Weigel. An der medizinischen Fakultät hörte er Johann Theodor Schenck, Johann Arnold Friderici, Werner Rolfinck.
Ein anschließendes Auslandsstudium musste er infolge des Todes seines Vaters aufgeben und blieb in Jena. Am 4. Januar 1667 besuchte er Schlesien, wobei er außerhalb Schlesiens eine kurze Zeit in Landsberg praktizierte und danach seine Mutter in Spremberg besuchte. Über Wittenberg und Leipzig reisend, kehrte er wieder nach Jena zurück, wo er beabsichtigte zu promovieren. Nachdem er sich am 20. Mai 1667 das Lizentiat der Medizin erworben hatte, trat er am 15. August 1667 die Stelle eines Landphysikus von Sachsen-Gotha an. In dieser Funktion erwarb er sich einiges Ansehen am sächsischen Hof von Weimar, promovierte am 7. Dezember 1669 zum Doktor der Medizin in Jena und absolvierte 1672 eine Gelehrtenreise in die Niederlande. Zurückgekehrt nach Thüringen wurde er am 30. Januar 1673 ordentlicher Professor für Medizin an der Jenaer Salana und erhielt den Lehrstuhl für Anatomie, Chirurgie und Botanik sowie (nach Rolfincks Tod) auch den für theoretische Medizin. Ab 1679 war er Leibarzt von Johann Ernst II. von Sachsen-Weimar und 1685 Leibarzt sowie Rat mehrerer sächsischer Herzöge. Am 15. August 1672 wurde er mit dem Beinamen Hercules I. Mitglied der Leopoldina, noch vor Beginn des 18. Jahrhunderts wurde er Mitglied der Accademia dei Ricoverati in Padua und 1706 der Königlich preußischen Akademie der Wissenschaften in Berlin. 1694 wurde er von Kaiser Leopold zum kaiserlichen Pfalzgrafen ernannt, wurde 1717 kaiserlicher Rat von Karl VI. und 1718 Hofrat von Sachsen-Weimar, sowie im gleichen Jahr kurfürstlich sächsischer Rat und Leibarzt. Wedel beteiligte sich auch an den organisatorischen Aufgaben der Jenaer Hochschule. So war er mehrmals Dekan der medizinischen Fakultät und in den Wintersemestern 1674, 1680, 1686, 1690, 1696, 1700, 1705, 1709, 1715, 1721 zehnmal Rektor der Alma Mater.
Er war ein Anhänger der chemiatrischen Lehren des Franciscus Sylvius und ein Verteidiger der Alchemie, im Gegensatz zu seinem Lehrer Rolfink, der sie ablehnte. Wie andere Alchemisten versuchte er sich an der Rätsel-Inschrift Aelia Laelia Crispis. Er schrieb auch pharmazeutische Werke. Seine Werke zeigen eine umfassende Bildung. Wedel war auch als Chemiehistoriker aktiv, z. B. an der Aufklärung der Biographie von Basilius Valentinus. Wedels Schriften weisen ihn als typischen Eklektiker aus. Die Schriften waren nicht nur iatrochemisch, sondern auch vitalistisch-animistisch angehaucht. Wedels Rationalismus orientierte sich stark an René Descartes. Erkenntnisleitende Prinzipien waren dem Sensualisten Wedel Erfahrung, Vernunft und Analogie.
Zu Wedels Schülern gehörten Georg Ernst Stahl und Friedrich Hofmann.
Wedel war dreimal verheiratet. Dokumentiert ist die am 2. November 1669 in Eisenach geschlossene Ehe mit Christina Sabina Avemann (* 23. Februar 1655; † 3. März 1679), der ältesten Tochter des fürstlich sächsischen Hofrats in Marksuhl, Elias Heinrich Avemann. Von deren Kindern kennt man Christina Theodora (* 1670, die nach kurzer Zeit verschied), Ernst Heinrich Wedel (* 1. August 1671 in Gotha; † 13. April 1709 in Jena), Justina Regina Wedel (* 1673; † 1697, verheiratet mit Joachim Seek), Johann Adolf Wedel (* 17. August 1675 in Jena; † 23. Februar 1747 ebd.), Sophia Maria Wedel, verheiratet mit Johann Ernst Faber (* in Simmershausen; Sohn des Pfarrers in Simmershausen, Mag. Thomas Andreas Faber), Christian Friedrich Wedel (* in Jena, 27. Oktober 1686 immatr. gratis, ebs. 2. Mai 1695, Kandidat med. 14. Juni 1700), Regina Maria Wedel († 1715 in Jena). Die zweite Eheschließung fand am 10. November 1679, ca. 10 Monate nach dem Tod der ersten Frau statt. Sie wurde mit der Witwe von Johann Christoph Neuberger, Tochter von Justi Söffing, Margaretha Catharina geschlossen und war bis zu ihrem Tod im Mai 1707 kinderlos. Am 29. November 1707 wurde die dritte Ehe  mit der verwitweten Sophia Catharina (Tochter von Dr. Adolph Christian Schelhaß) geschlossen. Aus dieser Ehe gingen Johann Wolfgang (* 4. November 1708 in Jena; † 11. Juli 1757 ebd., Doktor der Medizin und Botaniker in Jena), sowie Sophia Dorothea (* 24. Oktober 1709), Catharina Elisabetha Wilhelmina (* 17. Oktober 1711; † Dezember 1730) hervor.

## Schriften (Auswahl)

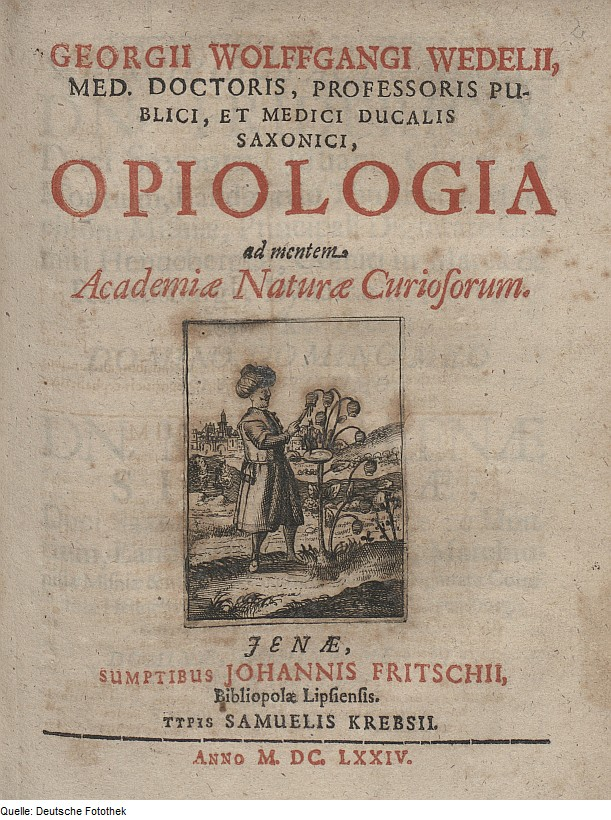
Opiologia
Titelblatt (1674)

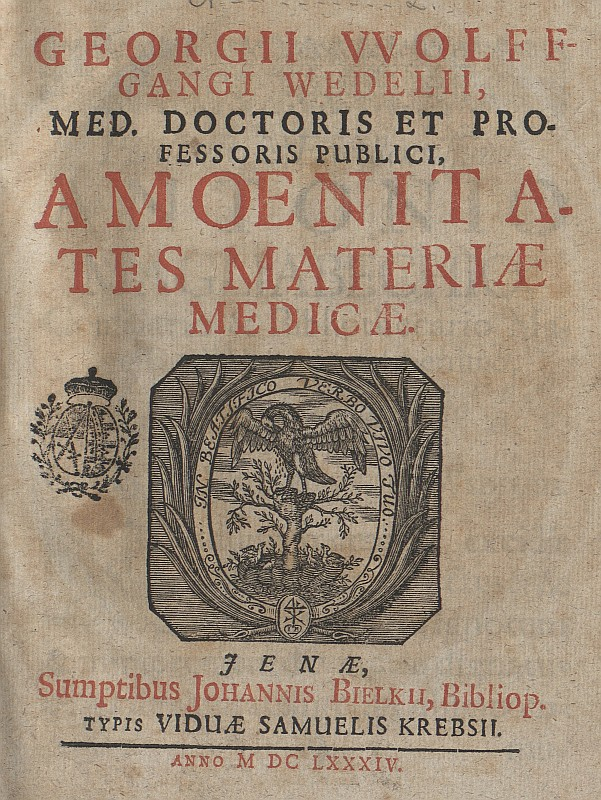
Amoenitates materiae medicae
Titelblatt (1684)

- Opiologia. Jena 1674 (Digitalisat).
  - Jena 1674 (Digitalisat) – anderes Titelblattbild.
  - Jena 1682 (Digitalisat).
  - 3. Auflage, Jena 1739 (Digitalisat).
- Pharmacia in artis formam redacta. Jena 1677. (Digitalisat)
- Theorema medicia. Jena 1677.
- De medicamentorum facultatibus cognoscendis. 1678.
- Physiologia medica. Jena 1680–1688.
- Amoenitates materiae medicae. 1684.
- Exercitationum medico-philologicarum decades tres. 1686.
- Georgii Wolffgangi Wedelii pharmacia acroamatica. Bielcke / Krebs, Jena 1686 (Digitalisat).
- Pathologia medica dogmatica. Jena 1692.
- Syllabus Materiae Medicae Selectioris.  Bielcke / Krebs, Jena 1701 (Digitalisat).
- Dissertatio Inauguralis Medica De Cura Palliativa. Krebs, Jena 1703 (zweisprachig ISBN 978-3-911973-00-7)
- Georgii Wolffgangi Wedelii amoenitates materiae medicae.Bielcke, Jenae; Werther, Jena 1704 (Digitalisat).
- Compendium praxeos clinicae. 1707.
- Georgii Wolffgangi Wedelii compendium chimiae, theoreticae et practicae, methodo analyticae propositae. Bielcke / Krebs, Jena 1715 (Digitalisat).
- De morbis infantum. Jena 1717 (Digitalisat).
- Einleitung zur Alchimie. Aus dem Lateinischen ins Teutsche übersetzet. Christoph Gottlieb Nicolai, Berlin 1724.